# Distrito de Vrancea
Vrancea es un distrito (județ) de Rumania con capital en la ciudad de Focşani. Está ubicado en la región histórica de Moldavia.

## Geografía
El área del distrito de Vrancea (AFI: ['vran.ʧea]) es de 4857 km². Un área montañosa curvada, llamada en rumano "Carpaţii de Curbură", está en la parte oeste del distrito, al punto sur de los Cárpatos Orientales, con alturas que superan los 1400 m. Al este, las alturas disminuyen, llegándose a áreas con colinas y el valle inferior del río Siret.  El afluente principal del río Siret, Putna, atraviesa este distrito. 
Limita con los distritos de Vaslui y Galaţi al este, Covasna al oeste, Bacău al norte y Buzău y Brăila al sur.
El área es activa desde el punto de vista sísmico, con terremotos anuales cuyos epicentros se sitúan entre los 80 y los 160 km de profundidad. En la zona se produjo el terremoto de Vrancea de 1977.

## Demografía
En 2002, tenía una población de 387 632 habitantes y una densidad de 80 hab./km².
- Rumanos, más de 98 %.[1]
- Gitanos, otros.

| Año  | Población del distrito |
| ---- | ---------------------- |
| 1948 | 290 183                |
| 1956 | 326 532                |
| 1966 | 351 292                |
| 1977 | 369 740                |
| 1992 | 393 408                |
| 2002 | 387 632                |

## Divisiones administrativas
El distrito tiene 2 ciudades con estatus de municipiu, 3 ciudades con estatus de oraș y 68 comunas.

### Ciudades con estatus demunicipiu
- Adjud
- Focșani

### Ciudades con estatus deoraș
- Mărășești
- Odobești
- Panciu

### Comunas
- Andreiașu de Jos
- Bălești
- Bârsești
- Biliești
- Boghești
- Bolotești
- Bordești
- Broșteni
- Câmpineanca
- Câmpuri
- Cârligele
- Chiojdeni
- Ciorăști
- Corbița
- Cotești
- Dumbrăveni
- Dumitrești
- Fitionești
- Garoafa
- Golești
- Gologanu
- Gugești
- Gura Caliței
- Homocea
- Jariștea
- Jitia
- Măicănești
- Mera
- Milcovul
- Movilița
- Nănești
- Năruja
- Negrilești
- Nereju
- Nistorești
- Obrejița
- Paltin
- Păulești
- Păunești
- Ploscuțeni
- Poiana Cristei
- Popești
- Pufești
- Răcoasa
- Răstoaca
- Reghiu
- Ruginești
- Sihlea
- Slobozia Bradului
- Slobozia Ciorăști
- Soveja
- Spulber
- Străoane
- Suraia
- Tâmboești
- Tănăsoaia
- Tătăranu
- Tulnici
- Țifești
- Urechești
- Valea Sării
- Vânători
- Vârteșcoiu
- Vidra
- Vintileasca
- Vizantea-Livezi
- Vrâncioaia
- Vulturu